# Mukwonago
Mukwonago ist ein Village im Waukesha County sowie einem kleinen Teil im Walworth County im Südosten des US-amerikanischen Bundesstaates Wisconsin. Im Jahr 2000 hatte Mukwonago 6868 Einwohner.
Mukwonago ist Bestandteil der Metropolregion Milwaukee.

## Geographie
Mukwonago Village hat eine Größe von 12,5 km² (4,8 mi²). Davon entfallen 12,1 km² (4,7 mi²) auf Land und 0,4 km² (0,1 mi²) auf Wasser. Umliegende Orte sind unter anderem West Bend oder auch New Berlin, Muskego im Nordwesten und südwestlich East Troy. Mukwonago befindet sich direkt am Fox River, der in den Phantom Lake mündet. Mukwonago besitzt auch eine eigene Abfahrt an der Interstate 43 Milwaukee-Beloit.

## Bevölkerung
Mukwonago hat ungefähr 13.000 Einwohner, wobei in Mukwonago Village etwa 6.000 und in Mukwonago Town rund 6.000 Einwohner leben.

## Geschichte
Mukwonago geht auf indianische Ursprünge zurück. Die Potowatomi Indianer hatten hier ihren Sitz vom Bären Klan. Mukwonago wurde dann zunächst Mequanego genannt, also der Platz, wo der Bär ist („Place of the bear“). Im Laufe der Zeit wurde Mequanego in Mukwonago umbenannt. 1844 wurde der Name Mukwonago offiziell angenommen.

## Verkehr
Zum Milwaukee General Mitchell Airport benötigt man ca. 45 min. Mukwonago liegt an der Interstate 43, welche von Milwaukee Richtung Beloit führt.

## Persönlichkeiten
Eine der bekanntesten Personen aus Mukwonago ist Eric Szmanda aus der US-Erfolgsserie CSI: Den Tätern auf der Spur.
Eine weitere Persönlichkeit ist Mark Lambrecht, ein High-School-Lehrer und dortiger Fußballtrainer, der in der US-Serie „The Mole“ in Staffel 6 Finalist ist.

## Bildung
In Mukwonago befindet sich die Mukwonago High-School, die als zentrale Bildungseinrichtung dient.